# Pavel Padrnos
Pavel Padrnos (Petrovice, 17 december 1970) is een voormalig Tsjechisch wielrenner.

## Carrière
De in Petrovice bij Třebíč geboren Padrnos werd beroepswielrenner in 1995 bij een klein team en behaalde toen één overwinning, een etappe in de Ronde van Kärnten. De vijf jaar daarop reed hij voor verschillende Italiaanse ploegen, waar hij voornamelijk een rol als helper kreeg. Hij reed onder meer vijf keer de Ronde van Italië uit, met een beste plaats de 18e in 1999, maar behaalde al die tijd geen overwinningen. Toch bleef zijn vele werk in dienst van anderen niet onopgemerkt en in 2002 kreeg hij een contract aangeboden bij US Postal, de ploeg van Lance Armstrong. Ook hier wordt hij gewaardeerd als helper, onder meer in de Ronde van Frankrijk en Padrnos kreeg dan ook een contract aangeboden toen de ploeg over ging in Discovery Channel.

## Belangrijkste overwinningen
1994
- 7e etappe Vredeskoers
- Eindklassement Bayern Rundfahrt
- Eindklassement Hessen Rundfahrt

1995
- 3e etappe Vredeskoers
- 5e etappe Vredeskoers
- 8e etappe Deel B Vredeskoers
- Eindklassement Vredeskoers
- Eindklassement Hessen Rundfahrt

2003
- 4e etappe Ronde van Frankrijk (ploegentijdrit) met Manuel Beltrán, Roberto Heras, George Hincapie, Vjatsjeslav Jekimov, Floyd Landis, Víctor Hugo Peña en Chechu Rubiera

2004
- 4e etappe Ronde van Frankrijk (ploegentijdrit) met José Azevedo, Manuel Beltrán, Vjatsjeslav Jekimov, Floyd Landis, Benjamin Noval en Chechu Rubiera

2005
- 4e etappe Ronde van Frankrijk (ploegentijdrit) met José Azevedo, Manuel Beltrán, Benjamin Noval, Jaroslav Popovytsj, Chechu Rubiera en Paolo Savoldelli

## Resultaten in voornaamste wedstrijden
| Jaar | Ronde van Italië | Ronde van Frankrijk | Ronde van Spanje |
| ---- | ---------------- | ------------------- | ---------------- |
| 1997 | 45e              | opgave              |                  |
| 1998 | 36e              |                     | opgave           |
| 1999 | 18e              | opgave              |                  |
| 2000 | 26e              | 85e                 |                  |
| 2001 | 38e              |                     | opgave           |
| 2002 |                  | 69e                 |                  |
| 2003 |                  | 102e (1)            |                  |
| 2004 |                  | 79e                 |                  |
| 2005 | 60e              | 95e                 |                  |
| 2006 | 67e              | 64e                 |                  |
| 2007 | 73e              |                     |                  |

| Jaar | Milaan-San Remo | Gent-Wevelgem | Ronde van Vlaanderen | Parijs-Roubaix | Amstel Gold Race | Luik-Bast.‑Luik |  | WK op de weg |
| ---- | --------------- | ------------- | -------------------- | -------------- | ---------------- | --------------- |  | ------------ |
| 1997 | 90e             | 49e           | 81e                  | 65e            |                  |                 |  |              |
| 1998 |                 | 78e           | 37e                  |                |                  |                 |  |              |
| 1999 |                 |               |                      |                |                  | 46e             |  |              |
| 2000 | 92e             |               |                      |                |                  |                 |  |              |
| 2001 | 107e            |               |                      |                |                  | 80e             |  |              |
| 2002 | 113e            | 46e           | 88e                  |                |                  | 113e            |  | 93e          |
| 2003 |                 |               |                      |                |                  |                 |  |              |
| 2004 |                 |               |                      |                |                  |                 |  |              |
| 2005 |                 |               |                      |                | 86e              | 74e             |  |              |
| 2006 | 128e            |               |                      |                |                  |                 |  |              |
| 2007 |                 | 123e          |                      |                |                  |                 |  |              |